# Joseph Michael Böheim
Joseph Michael Böheim, auch Josef Michael Böheim (* um 1748 in Prag; † 4. Juli 1811 in Berlin) war ein deutscher Theaterschauspieler, Opernsänger (Tenor) und Lyriker.

## Leben
Beim Theater aufgewachsen, zog er frühzeitig mit den verschiedensten Schauspielergesellschaften in Deutschland umher, bis er 1779 ein festes Engagement bei der Döbbelinschen Truppe in Berlin erhielt. Er debütierte daselbst als „Graf Wallron“ und gefiel. Böheim war mit der Schauspielerin Marianne Böheim, geb. Wulfen (1757–1824) verheiratet. Ihre gemeinsame Tochter war die Schauspielerin Charlotte Dorothea Böheim.
Von dort ging er zum markgräfl. Schwedtschen Hoftheater, hierauf zur Taborschen Bühne in Frankfurt, bis er 1789 wieder nach Berlin zurückkehrte. Seit 1789 gehörte er dem Ensemble des Berliner Königlichen Nationaltheaters an. Er betrat das königl. Nationaltheater als „Graf Gloster“ im „König Lear“. Diese und eine spätere Antrittsrolle im Fach der Väter und Charakterspieler führten zu seinem Engagement. An dieser Hofbühne verblieb er nun bis zu seinem Tod (1811), und so wie er in der Jugend als temperamentvoller Künstler vom Publikum fast ausnahmslos gefiel (namentlich als „Julius von Tarent“), so wurde es ihm auch in dem älteren Fach nicht schwer, sich dessen Gunst zu erringen und zu erhalten.
Es darf auch nicht unerwähnt bleiben, dass Böheim der „erste Tempelherr“ (Nathan) war (Berlin 4. April 1783). Neben seiner schauspielerischen Tätigkeit versuchte er sich als Lyriker und gab 1795 und 1798 gemeinsam mit Joseph Karl Ambrosch einige Sammlungen von „Freimaurer Lieder“ heraus. Beide waren Mitglieder der Berliner Freimaurerloge Zur Beständigkeit.